# Dugesia hymanae
Dugesia hymanae és una espècie de triclàdide dugèsid que habita l'aigua dolça de les Filipines.

## Morfologia
Els individus sexualment madurs de D. hymanae mesuren fins a 14 mm de longitud i entre 1,5 i 2 mm d'amplada. El cap té forma subtriangular, amb les aurícules curtes i esmussades però prominents. La coloració és variable depenent de la mida dels animals i de les poblacions. Els espècimens grans i madurs de Jimenez (Filipines) presenten una coloració a la superfície dorsal que va de marró clar a marró grisós amb nombrosos petits grànuls o pigments de color marró negrós. Els animals de mida mitjana i petita presenten una coloració més fosca que els més grans. La superfície ventral és de color marró grisós clar amb nombrosos pigments foscos.